# Iglesia de San Blas (Medellín)
La Iglesia de San Blas es un templo colombiano de culto católico que tiene como ubicado en el barrio Manrique Oriental en Medellín. Pertenece a la jurisdicción eclesiástica de la Arquidiócesis de Medellín.

## Historia
La iglesia de San Blas es una parroquia de la Arquidiócesis de Medellín Colombia.
Ubicada en el barrio Manrique Oriental de la ciudad de Medellín.
Fue construida en 1960 con un estilo moderno y llamativo que tiene 3 naves 1 central y 2 laterales, con sus 14 Vitrales grandes y triangulares que hacen con su forma honor a la Santísima trinidad. Estas tienen escenas de la vida de Jesucristo y algunos Santos de la Iglesia.
Creada como parroquia el 2 de febrero de 1961
Con el decreto de creación 232,
por el entonces Arzobispo de Medellín Tulio Botero Salazar, durante el Pontificado del Papa San Juan XXlll un año antes del Concilio Vaticano II.
En su altar mayor, lleva la imagen de San Blas. talla europea donada a la parroquia por la Iglesia de San José (El Poblado), de la misma ciudad.
Una imagen de Nuestra Señora del Carmen, talla europea donada por la comunidad de los padres Carmelitas de la Iglesia del Señor de las Misericordias (Medellín) de Manrique Oriental en Medellín.
También es donado a la parroquia, por una familia cercana a la comunidad, un gigantesco cristo crucificado en bronce, obra del famoso escultor antioqueño
Jorge Marín Vieco.